# Мужухоев, Макшарип Багаудинович
Макшарип Багаудинович Мужухоев (ингуш. Мужахой Бахьаудина Макшарип; 25 декабря 1942, Грозный — 16 июля 2015) — ингушский советский и российский археолог, историк и общественный деятель. Доктор исторических наук (1987), профессор (1990), директор Ингушского НИИ гуманитарных наук (1994—1998). Депутат Народного Собрания Ингушетии первого созыва.

## Биография
Родился 12 декабря 1942 года в городе Грозном Чечено-Ингушской АССР в ингушской семье. Отец Багаудин Мужухоев, работал на Грозненском химическом заводе, а мать была домохозяйкой. В семье Макшарип был вторым ребёнком; старше него была одна сестра и двое младших братьев. Вместе с родителями, бабушкой и дедушкой семья Мужухоева состояла из 9 человек.
В результате депортации чеченцев и ингушей в 1944 году детство и юность провёл в селе Чулактау Казахской ССР. Там Макшарип ходил в детский сад, а затем и в среднюю школу. После её окончания устроился на работу на местный карьер. Поскольку его семья планировала вернуться на родину, поступление в университет пришлось на некоторое время отложить. В 1960 году Мужухоев вместе с семьёй вернулся в Чечено-Ингушетию.
Мужухоев сначала подумывал о поступлении на медицинский факультет, но в 1962 году поступил на историко-филологический факультет Чечено-Ингушского госпединститута (ныне Чеченский государственный университет), по окончании которого в 1967 году стал преподавать в школе в Плиево.
В 1968 году Мужухоев поступил на работу в Чечено-Ингушский научно-исследовательский институт истории, языка и литературы. Сначала он работал в секторе экономики, но с появлением вакансий его перевели в сектор археологии и этнографии. В 1969 году вышла его первая работа, посвящённая горному бассейну Ассы в Ингушетии.
В 1972 году Мужухоев досрочно защитил кандидатскую диссертацию на тему «Средневековая материальная культура горной Ингушетии (XIII—XVII вв.)». Он был первым, кто написал о взаимосвязи ингушской материальной и духовной культуры с грузинской, чеченской и осетинской культурами.
В феврале 1987 года Мужухоев защитил докторскую диссертацию на тему «Средневековые культовые памятники Центрального Кавказа». Он первым среди ингушей был удостоен звания доктора исторических наук. Диссертация была позже опубликована в виде монографии в 1989 году.
В 1988 году Мужухоев был избран на должность заведующего отделом истории Чечено-Ингушского госуниверситета. В 1990 году ему присвоено звание профессора.
С 1994 по 1998 годы возглавлял Ингушский НИИ гуманитарных наук. Одновременно, с 1994 по 2014 годы, преподавал археологию и этнологию в Ингушском госуниверситете. Работал в университете в качестве профессора.
Мужухоев был депутатом Народного Собрания Ингушетии первого созыва.
Умер 16 июля 2015 года после продолжительной болезни.

## Научная деятельность
Участвовал в Северо-Кавказских археологических экспедициях возглавляемых Е. И. Крупновым.
В 1979 году, исследуя вопрос проникновения ислама в Чечню и Ингушетию, Мужухоев обследовал раннемусульманские могильники селений Тазбичи, Дишни, Басс,
Боторч, Нижний Кокадой и Пхакоч Советского района ЧИАССР.
Возглавлял в 1987—1988 годах археологические экспедиции к Келийскому могильнику в Горной Ингушетии. Данный памятник, датированный с помощью монетных находок XIII—XIV веками, имел более пятисот разнотипных захоронений, содержавших богатый погребальный инвентарь. Результаты археологических исследований Мужухоев отразил в своей статье «Предметы традиционной материальной культуры из средневекового Кийского (Келийского) могильника в горной Ингушетии», опубликованной в 1989 году.
Мужухоев был активным критиком версии о высокой роли христианства в истории народов центральной части Северного Кавказа. Тем самым, он отвергал попытки интерпретации языческих святилищ как изначально христианских. Он указывал расположенные в Северной Осетии ранние христианские церковные здания (Нузальскую часовню, Авд-Дзуар и пр.) языческими, которые лишь позднее были использованы христианами для своих нужд.
В 1991 году возглавляемая Мужухоевым кафедра дореволюционной истории Чечено-Ингушского госуниверситета инициировала и организовала Всесоюзную научную конференцию «Проблемы происхождения нахских народов», в работе которой приняли участие известные учёные-кавказоведы. Конференция проходила 2-6 сентября 1991 г. в Шатое. Она была первая и последняя Всесоюзная научная конференция, специально посвящённая происхождению нахских народов. В конференции Мужухоев был сторонником отождествления кобанской культуры с древними вайнахами и находил вайнахов среди обитателей плоскости аланской эпохи. По его версии до появления осетин территорию нынешней Осетии населяли «племя орстхойцев», или «нахоязычные аргы», будто бы веками занимавших эти земли, пока их оттуда не вытеснили монголо-татары.
В 1994 году Мужухоевым было начато проведение ежегодных научных конференций «Ахриевские чтения» (названы в честь Ч. Э. Ахриева) в Ингушском НИИ гуманитарных наук.
Участвовал в создании энциклопедий «Народы России» (1994) и «Народы и религии мира» (199) написав, совместно с другими учёными, разделы «Ингуши». В 2013 году участвовал в создании тома серии «Народы и культуры» — «Ингуши» написав раздел «Башенная архитектура». Мужухоев также участвовал в создании монографии «История Ингушетии».

## Оценка
Профессор В. А. Шнирельман:

Последние пятнадцать лет ряд орстхойских интеллектуалов делали все для возрождения орстхойской идентичности. С особой энергией этим занимался заведующий кафедрой истории СССР Чечено-Ингушского государственного университета, археолог М. Б. Мужухоев. Он доказывал, что орстхойцы являлись отдельным вайнахским народом и что, несмотря на ассимиляционные процессы XX в., они сохранили свою особую идентичность
Доктор исторических наук, профессор Ш. Б. Ахмадов:

Заметных позитивных успехов достигла историческая наука в Чечне и Ингушетии в 70-80-е годы XX столетия. В это время сформировались кадры местных профессиональных ученых-историков: Ж. Ж. Гакаев, X. А. Гакаев, М. X. Багаев, Я. 3. Ахмадов, Т. А. Исаева, С. А. Исаев, М. Н. Музаев, А. 3. Вацуев, Т. С. Магомадова, Э. Д. Мужухоева, М. Б. Мужухоев, X. А. Хизриев, 3. И. Хасбулатова, X. А. Акиев и др., которые успешно занимались исследованием проблемы социально-экономического и политического положения чеченцев и ингушей в дореволюционном прошлом.
Доктор исторических наук, этнограф З. М.-Т. Дзарахова:

Известный в научных кругах ученик великого кавказоведа Е. И. Крупнова, профессор, первый из числа ингушей и чеченцев защитивший докторскую диссертацию по историческим наукам, был истинным ученым и необыкновенно скромным человеком.
Доктор исторических наук, археолог В. И. Марковин:

Остановлюсь ещё на одном мнении, которое носит локальный характер. Оно принадлежит М. Б. Мужухоеву, который считает, что «пирамидальные башни» возникли на «территории самой Ингушетии» и затем уже распространялись в другие части Кавказа, в том числе и в Чечню. Аргументами для подобного высказывания служат постепенное количественное уменьшение башенных построек по мере движения от Ингушетии к востоку, ухудшение стройности, пропорциональности и меньшая высота башен в восточных районах — Чечне. Однако выводы, сделанные М. Б. Мужухоевым, не подкреплены сравнительными цифровыми таблицами, а без них высказанные им суждения нельзя считать фактами…

## Награды
- Заслуженный деятель науки Чечено-Ингушской Республики[2][3]
- Заслуженный деятель науки Республики Ингушетия[2][3]
- Почетный работник высшего профессионального образования Российской Федерации[2]
- Орден Ингушетии «За заслуги»[23]

### Комментарии
1. ↑  В. П. Алексеев, Р. М. Мунчаев, В. И. Марковин, М. П. Абрамова и др.[16]